# Флаги Башкортостана
Список флагов муниципальных образований Республики Башкортостан Российской Федерации.
На 1 января 2020 года в Республике Башкортостан насчитывалось 895 муниципальных образований — 9 городских округов, 54 муниципальных района, 14 городских и 818 сельских поселений.

## Флаги городских округов
| Флаг | Наименование                               | Дата утверждения | Номер в ГГР |
| ---- | ------------------------------------------ | ---------------- | ----------- |
|      | Флаг городского округа город Уфа           | 6 сентября 2007  | 3243        |
|      | Флаг городского округа город Агидель       | 13 июля 2006     | 2947        |
|      | Флаг городского округа город Кумертау      | 14 июля 2006     | 3237        |
|      | Флаг городского округа ЗАТО город Межгорье | 19 июля 2006     | 2998        |
|      | Флаг городского округа город Нефтекамск    | 13 июля 2006     | 3006        |

| Флаг | Наименование                             | Дата утверждения | Номер в ГГР |
| ---- | ---------------------------------------- | ---------------- | ----------- |
|      | Флаг городского округа город Октябрьский | 13 июля 2006     | 3010        |
|      | Флаг городского округа город Салават     | 16 июня 2000     | 662         |
|      | Флаг городского округа город Сибай       | 14 июля 2006     |             |
|      | Флаг городского округа город Сибай       | 3240             |             |
|      | Флаг городского округа город Стерлитамак | 1 ноября 2006    | 3242        |

## Флаги муниципальных районов

### А—И
| Флаг | Наименование                                        | Дата утверждения | Номер в ГГР |
| ---- | --------------------------------------------------- | ---------------- | ----------- |
|      | Флаг муниципального образования Абзелиловский район | 12 июля 2006     |             |
|      | Флаг муниципального образования Абзелиловский район | 2945             |             |
|      | Флаг муниципального образования Альшеевский район   | 6 июля 2006      |             |
|      | Флаг муниципального образования Альшеевский район   | 6 июля 2006      | 3195        |
|      | Флаг муниципального образования Архангельский район | 13 июля 2006     | 3196        |
|      | Флаг муниципального образования Аскинский район     | 10 июля 2006     | 2952        |
|      | Флаг муниципального образования Аургазинский район  | 12 июля 2006     | 2954        |
|      | Флаг муниципального образования Баймакский район    | 18 июля 2006     | 3198        |
|      | Флаг муниципального образования Бакалинский район   | 17 июля 2006     | 3199        |
|      | Флаг муниципального образования Балтачевский район  | 17 июля 2006     |             |
|      | Флаг муниципального образования Балтачевский район  | 3200             |             |
|      | Флаг муниципального образования Белебеевский район  | 24 ноября 2006   | 3201        |
|      | Флаг муниципального образования Белокатайский район | 10 июля 2006     | 3202        |
|      | Флаг муниципального образования Белорецкий район    | 6 июля 2006      |             |
|      | Флаг муниципального образования Белорецкий район    | 3203             |             |
|      | Флаг муниципального образования Бижбулякский район  | 12 июля 2006     | 3204        |
|      | Флаг муниципального образования Бирский район       | 14 декабря 2006  | 2967        |
|      | Флаг муниципального образования Благоварский район  | 11 июля 2006     | 2960        |

| Флаг | Наименование                                         | Дата утверждения | Номер в ГГР |
| ---- | ---------------------------------------------------- | ---------------- | ----------- |
|      | Флаг муниципального образования Благовещенский район | 13 июля 2006     | 2949        |
|      | Флаг муниципального образования Буздякский район     | 18 июля 2006     | 3206        |
|      | Флаг муниципального образования Бураевский район     | 14 июля 2006     | 2974        |
|      | Флаг муниципального образования Бурзянский район     | 11 июля 2006     | 3208        |
|      | Флаг муниципального образования Гафурийский район    | 18 июля 2006     | 3210        |
|      | Флаг муниципального образования Давлекановский район | 13 июля 2006     | 2979        |
|      | Флаг муниципального образования Дуванский район      | 30 июня 2006     | 3212        |
|      | Флаг муниципального образования Дюртюлинский район   | 11 июля 2006     |             |
|      | Флаг муниципального образования Дюртюлинский район   | 2977             |             |
|      | Флаг муниципального образования Ермекеевский район   | 14 июля 2006     | 3213        |
|      | Флаг муниципального образования Зианчуринский район  | 17 июля 2006     | 3214        |
|      | Флаг муниципального образования Зилаирский район     | 29 июня 2006     |             |
|      | Флаг муниципального образования Зилаирский район     | 3216             |             |
|      | Флаг муниципального образования Иглинский район      | 23 июня 2006     | 2982        |
|      | Флаг муниципального образования Илишевский район     | 14 июля 2006     | 2984        |
|      | Флаг муниципального образования Ишимбайский район    | 14 июля 2006     | 3218        |

### К—Я
| Флаг | Наименование                                          | Дата утверждения | Номер в ГГР |
| ---- | ----------------------------------------------------- | ---------------- | ----------- |
|      | Флаг муниципального образования Калтасинский район    | 17 июля 2006     | 3219        |
|      | Флаг муниципального образования Караидельский район   | 17 июля 2006     | 3220        |
|      | Флаг муниципального образования Кармаскалинский район | 30 июня 2006     | 2989        |
|      | Флаг муниципального образования Кигинский район       | 14 июля 2006     | 2991        |
|      | Флаг муниципального образования Краснокамский район   | 14 июля 2006     | 3221        |
|      | Флаг муниципального образования Кугарчинский район    | 14 июля 2006     | 3222        |
|      | Флаг муниципального образования Кушнаренковский район | 18 июля 2006     |             |
|      | Флаг муниципального образования Кушнаренковский район | 3223             |             |
|      | Флаг муниципального образования Куюргазинский район   | 13 июля 2006     |             |
|      | Флаг муниципального образования Куюргазинский район   | 3224             |             |
|      | Флаг муниципального образования Мелеузовский район    | 18 июля 2006     |             |
|      | Флаг муниципального образования Мелеузовский район    | 3226             |             |
|      | Флаг муниципального образования Мечетлинский район    | 12 июля 2006     | 3008        |
|      | Флаг муниципального образования Мишкинский район      | 12 июля 2006     | 3227        |
|      | Флаг муниципального образования Миякинский район      | 17 июля 2006     | 3004        |
|      | Флаг муниципального образования Нуримановский район   | 14 июля 2006     | 3228        |

| Флаг | Наименование                                          | Дата утверждения | Номер в ГГР |
| ---- | ----------------------------------------------------- | ---------------- | ----------- |
|      | Флаг муниципального образования Салаватский район     | 31 октября 2006  | 3229        |
|      | Флаг муниципального образования Стерлибашевский район | 17 июля 2006     | 3013        |
|      | Флаг муниципального образования Стерлитамакский район | 10 июля 2006     | 3015        |
|      | Флаг муниципального образования Татышлинский район    | 11 июля 2006     | 3230        |
|      | Флаг муниципального образования Туймазинский район    | 13 июля 2006     | 3018        |
|      | Флаг муниципального образования Уфимский район        | 3 июля 2006      |             |
|      | Флаг муниципального образования Уфимский район        | 3231             |             |
|      | Флаг муниципального образования Учалинский район      | 13 июля 2006     |             |
|      | Флаг муниципального образования Учалинский район      | 3232             |             |
|      | Флаг муниципального образования Фёдоровский район     | 17 июля 2006     |             |
|      | Флаг муниципального образования Фёдоровский район     | 3022             |             |
|      | Флаг муниципального образования Хайбуллинский район   | 13 июля 2006     | 3024        |
|      | Флаг муниципального образования Чекмагушевский район  | 28 июня 2006     | 3233        |
|      | Флаг муниципального образования Чишминский район      | 17 июля 2006     | 3249        |
|      | Флаг муниципального образования Шаранский район       | 12 июля 2006     | 3234        |
|      | Флаг муниципального образования Янаульский район      | 13 июля 2006     | 3236        |

## Флаги городских поселений
| Флаг | Наименование                                                                     | Дата утверждения | Номер в ГГР |
| ---- | -------------------------------------------------------------------------------- | ---------------- | ----------- |
|      | Флаг городского поселения город Белебей муниципального района Белебеевский район | 17 ноября 2006   | 3244        |
|      | Флаг городского поселения город Белорецк муниципального района Белорецкий район  | 6 июля 2006      | 2962        |
|      | Флаг городского поселения город Бирск муниципального района Бирский район        | 20 декабря 2006  | 3100        |

| Флаг | Наименование                                                                            | Дата утверждения | Номер в ГГР |
| ---- | --------------------------------------------------------------------------------------- | ---------------- | ----------- |
|      | Флаг городского поселения город Благовещенск муниципального района Благовещенский район | 8 сентября 2006  | 2970        |
|      | Флаг городского поселения город Ишимбай муниципального района Ишимбайский район         | 14 июля 2006     | 3238        |
|      | Флаг городского поселения город Учалы муниципального района Учалинский район            | 28 марта 2013    | 8329        |

## Флаги сельских поселений
| Флаг | Наименование                                                                               | Дата утверждения | Номер в ГГР |
| ---- | ------------------------------------------------------------------------------------------ | ---------------- | ----------- |
|      | Флаг сельского поселения Отрадовский сельсовет муниципального района Стерлитамакский район | 11 августа 2014  |             |

## Упразднённые флаги
| Флаг | Наименование                                  | Дата утверждения | Дата отмены      |
| ---- | --------------------------------------------- | ---------------- | ---------------- |
|      | Флаг города Стерлитамак                       | 24 апреля 2001   | 18 сентября 2007 |
|      | Флаг городского округа город Стерлитамак      | 18 июля 2006     | 1 ноября 2006    |
|      | Флаг муниципального образования Бирский район | 12 июля 2006     | 14 декабря 2006  |